# Liste der Biografien/Tio
Liste der Biografien |
Portal Biografien |
Personensuche
# |
A |
B |
C |
D |
E |
F |
G |
H |
I |
J |
K |
L |
M |
N |
O |
P |
Q |
R |
S |
T |
U |
V |
W |
X |
Y |
Z |
?
 
Ta |
Tc |
Te |
Tf |
Tg |
Th |
Ti |
Tj |
Tk |
Tl |
Tm |
To |
Tq |
Tr |
Ts |
Tu |
Tv |
Tw |
Tx |
Ty |
Tz
 
Tia |
Tib |
Tic |
Tid |
Tie |
Tif |
Tig |
Tih |
Tii |
Tij |
Tik |
Til |
Tim |
Tin |
Tio |
Tip |
Tiq |
Tir |
Tis |
Tit |
Tiu |
Tiv |
Tiw |
Tix |
Tiy |
Tiz
Die Liste der Biografien führt alle Personen auf, die in der deutschsprachigen Wikipedia einen Artikel haben. Dieses ist eine Teilliste mit 16 Einträgen von Personen, deren Namen mit den Buchstaben „Tio“ beginnt.

## Tio
- Tío Luis el de la Juliana, spanischer Sänger, Vorläufer des Flamenco
- Tió, Iris (* 2002), spanische Synchronschwimmerin
- Tio, Lorenzo (1893–1933), US-amerikanischer Jazz-Klarinettist
- Tio, Lorenzo senior (1867–1908), US-amerikanischer Jazzklarinettist
- Tio, Luis (1862–1927), US-amerikanischer Jazzklarinettist

### Tiol
- Tiolier, Pierre-Joseph (1763–1819), französischer Medailleur

### Tiom
- Tiomkin, Dimitri (1894–1979), russisch-amerikanischer Filmkomponist und DirigentDimitri Tiomkin (1894–1979)

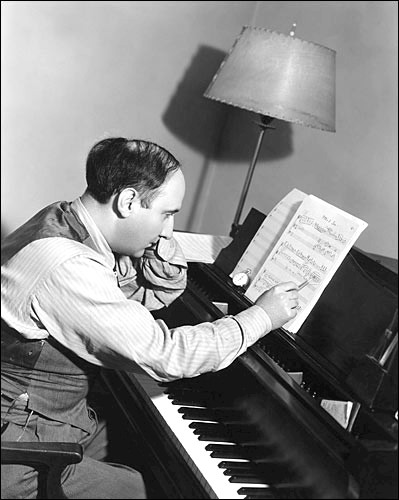
Dimitri Tiomkin (1894–1979)

- Tiomno, Jayme (1920–2011), brasilianischer experimenteller und theoretischer Physiker

### Tion
- Tiong, Hiew King (* 1935), chinesisch-stämmiger Unternehmer in Malaysia

### Tios
- Tioseco, Alexis (1981–2009), philippinisch-kanadischer Filmkritiker

### Tiot
- Tioté, Cheik (1986–2017), ivorischer Fußballspieler

### Tiou
- Tiouali, Mohammed (* 1991), bahrainischer Mittelstreckenläufer marokkanischer Herkunft
- Tioulong Saumura (* 1950), kambodschanische Politikerin
- Tioumentsev Barabash, Alexander (* 1983), russisch-spanischer Handballspieler

### Tioz
- Tiozzo, Christophe (* 1963), französischer Boxer
- Tiozzo, Fabrice (* 1969), französischer Boxer